# Gustaaf Pollet
Gustaaf Pollet (Torhout, 4 april 1899 - 28 januari 1975) was burgemeester van Torhout.

## Levensloop
Gustaaf Pollet was de zoon van Hendrik Pollet (1861-1942) en Sylvie Van Maele (1875-1938). Hij trouwde in 1927 met Adronie Andries (1900-1984) uit Ruddervoorde. Van beroep was hij landbouwer.
Bij de verkiezingen van 24 november 1946 werd Pollet tot CVP-gemeenteraadslid van Torhout verkozen. Zijn partij behaalde 61 % van de stemmen en veroverde 9 van de 13 mandaten. Dit was hetzelfde aantal als de katholieke partij had behaald in de laatste gemeentelijke verkiezingen voor de oorlog. Hij nam zitting op 1 januari 1947 en onmiddellijk daarop werd hij tot burgemeester benoemd. De resultaten bij de volgende verkiezingen waren:
- 1952: 61 % en 10 zetels op 13
- 1958: 61 % en 9 zetels op 13
- 1964: 55 % en 8 zetels op 13
- 1970: 51 % en 9 zetels op 15.

Gedurende de ganse periode behield de CVP een comfortabele meerderheid. Pollet bleef al die tijd een geliefde burgemeester, die zeer veel voorkeurstemmen kreeg bij iedere verkiezing. In zijn beleid werd hij krachtig bijgestaan door zijn gedoodverfde opvolger, eerste schepen en advocaat Gerard Beuselinck. Hij bleef het ambt uitoefenen tot aan zijn dood.
In 1949 werd Pollet ook verkozen tot provincieraadslid en bleef in de provincieraad zetelen tot in 1968.